# Laophonte acutirostris
Laophonte acutirostris är en kräftdjursart som beskrevs av Lang 1965. Laophonte acutirostris ingår i släktet Laophonte och familjen Laophontidae. Inga underarter finns listade i Catalogue of Life.